# Metallaxis semiustus
Metallaxis semiustus är en fjärilsart som beskrevs av Swinhoe 1894. Metallaxis semiustus ingår i släktet Metallaxis och familjen mätare. Inga underarter finns listade i Catalogue of Life.

## Bildgalleri

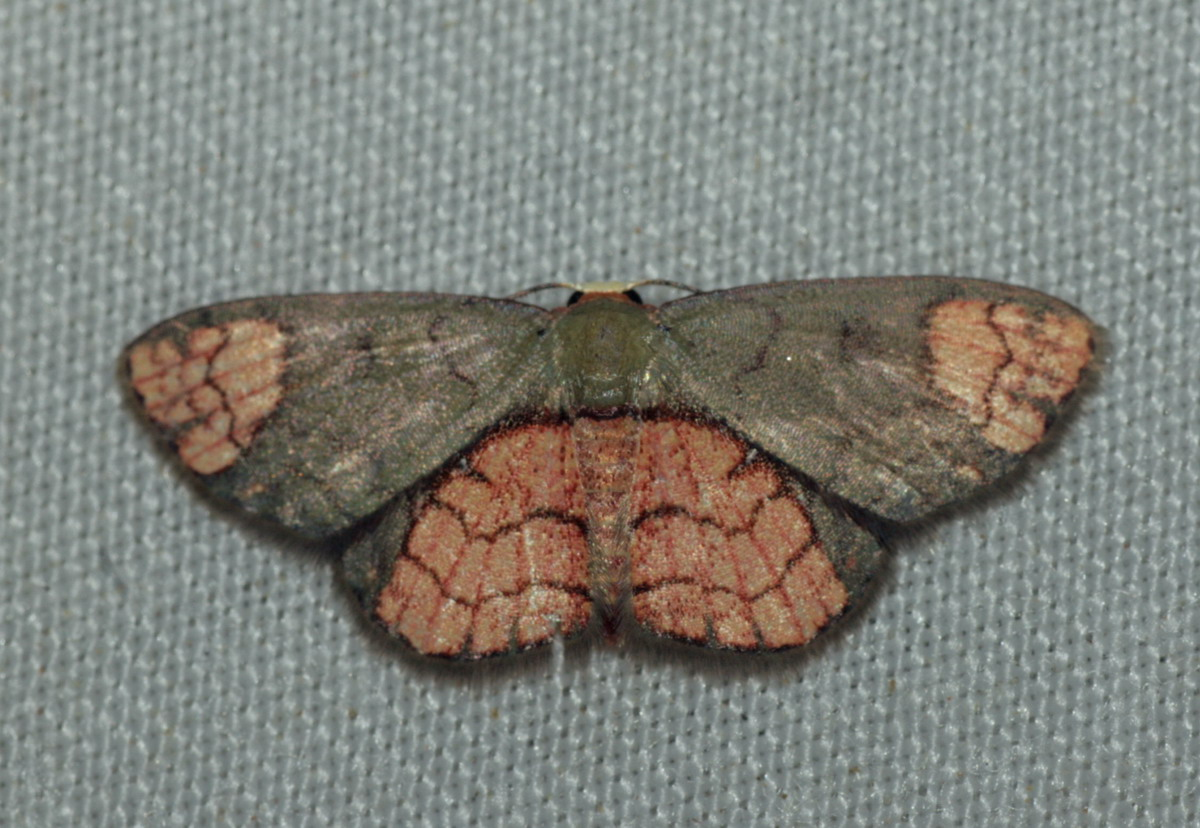